# 1999 CZ118
1999 CZ118 est un objet du disque des objets épars ayant une forte excentricité.

## Caractéristiques
1999 CZ118 mesure environ 116 kilomètres de diamètre.